# Port d'Amsterdam
El Port d'Amsterdam (neerlandès: Haven van Amsterdam) és un port marítim a Amsterdam, als Països Baixos. El port està situat a la riba d'una antiga badia nomenada l'IJ, el Mar del Nord i el canal, amb el qual està connectat amb el Mar del Nord. El port va ser utilitzat per primera vegada al segle xiii i va ser un dels principals ports de la Companyia Neerlandesa de les Índies Orientals al segle xvii, l'Edat d'Or holandès.

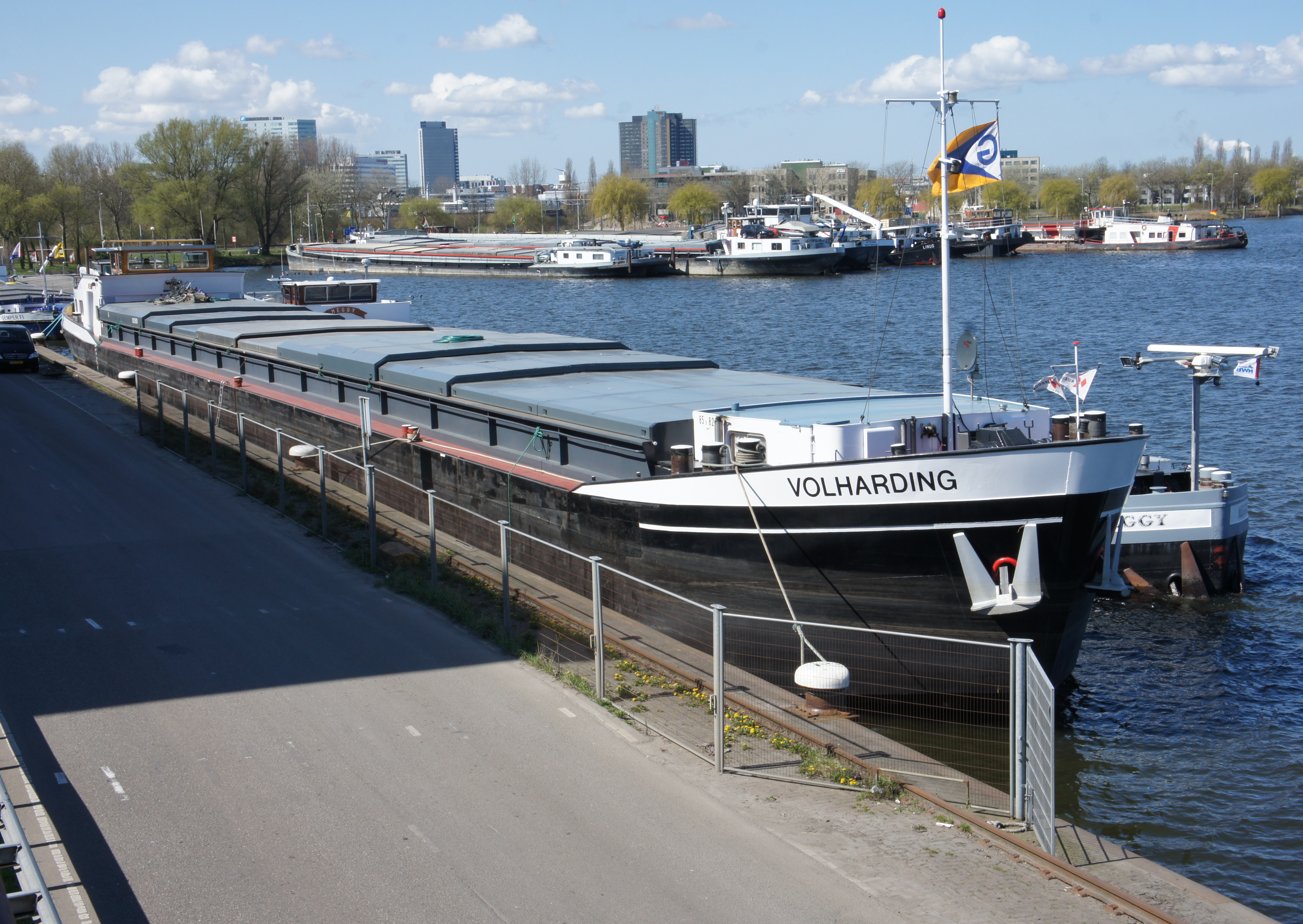
Port d'Amsterdam

## Història
Les primeres activitats portuàries d'Amsterdam es remunten al segle xiii. El port va ser esmentat per primera vegada l'any 1342, quan la ciutat va rebre drets de ciutat. El Canal d'Holanda del Nord (Noord-Hollands Kanaal), que connecta Amsterdam amb Den Helder va ser excavat entre 1819 i 1824. 

## Geografia
El port està situat als marges del Canal del Mar del Nord i de l'IJ. El port està connectat amb el Mar del Nord a través del canal de la mar del Nord, a Den Helder a través del Canal d'Holanda del Nord, al Markermeer través de l'IJ i de l'IJmeer, i per al Rin a través del Canal d'Amsterdam-Rhin.
En total, el port compta amb 620 hectàrees de cursos d'aigua i 1.995 hectàrees de terra, incloent-hi terres portuàries, molls, carreteres, vies fèrries, canals i espais verds. 
El port compta amb diverses zones portuàries, que són part dels barris de Westpoort, Westerpark, Centrum i Zeeburg. D'oest a est les àrees són: 
- Port d'Àfrica (neerlandès: Afrikahaven )
- Port d'Amèrica (neerlandès: Amerikahaven )
- Port Occidental (neerlandès: Westhaven )
- Port Jan van Riebeeck (neerlandès: Jan van Riebeeckhaven )
- Port del Petroli (neerlandès: Petroleumhaven )
- Port de Coen (neerlandès: Coenhaven )
- Port de Mercuri (neerlandès: Mercuriushaven )
- Port de la Fusta (neerlandès: Houthaven )
- Moll De Ruijter (neerlandès: De Ruijterkade )
- Moll de comerç Oriental (neerlandès: Oostelijke Handelskade )
- Zona del port Oriental (neerlandès: Oostelijk Havengebied )

## Les operacions de negocis
Quant a la càrrega de processament, és el segon port més gran dels Països Baixos, després del Port de Rotterdam.
El 2008, 6.029 vaixells van visitar-lo amb un rendiment de càrrega de 75,8 milions de tones, la major part dels quals van ser de càrrega a granel. Aquest mateix any, el volum total de contenidors va ser de 435.129 TEU. Tant el nombre de vaixells i la càrrega a granel i contenidors incrementen el rendiment en comparació amb 2007. 
El 2008, 117  creuers marítims amb un total de 226.000 passatgers i 998 creuers fluvials amb 170.000 passatgers van amarrar-hi. El nombre de creuers marítims i els seus passatgers va augmentar significativament un 50% en comparació amb 2007, mentre que el trànsit de creuers fluvials va disminuir lleugerament. 
El 2008, el total d'ingressos va ser de 125 milions d'euros i l'ingrés net 45 milions d'euros. Suposa una petita disminució en comparació amb 2007. 

## La cooperació internacional
- Port d'Accra (Ghana)
- Port de Beijing (Xina)
- Port de Ciutat del Cap (Sud-àfrica)
- Port de Halifax (Canadà)
- Port de Sant Pere (Costa d'Ivori)
- Port de Tianjin (Xina)
- Port de Xiamen (Xina)
- Zona econòmica lliure de la badia de Gwangyang (Corea del Sud) (2018)